# SHAKE MY DAY
「SHAKE MY DAY」（シェイク・マイ・デイ）は、西城秀樹の64枚目のシングル。1990年7月21日にRCAから発売された。

## 解説
- 「New York Girl」以来となる外国人による作詞・作曲作品である。
- 1990年代に入りイメージを刷新すべく、ジャケットの名義が「saijo '90s」となっている。
- 本作をもってデビューから在籍していたRCAレーベルをいったん離れ、次作「Rock Your Fire」より2年間、楽曲プロデュースをビーイングに委託することになる。
- 本作からシングルのリリース形態が8cmCDシングルのみとなった。

## 収録曲
1. SHAKE MY DAY
作詞・作曲：S.PORTALURI、F.ZAFRET、D.SION／訳詞：松本一起／編曲：鷺巣詩郎
2. モナリサ
作詞：松本一起／作曲：幾見雅博／編曲：鷺巣詩郎